# Фагот, Стэдман
Стэдман Фагот Мюллер (исп. Steadman Fagoth Müller; 5 августа 1953, Пуэрто-Кабесас) — никарагуанский политик, один из лидеров движения индейцев мискито. Активный участник гражданской войны против правительства СФНО, организатор индейских Контрас. Лидер организаций MISURA, KISAN, один из руководителей YATAMA. В послевоенный период примирился с СФНО. В 1990-х годах — губернатор региона RAAN, депутат Национальной ассамблеи. В 2007—2014 — руководитель Никарагуанского института рыбного хозяйства и аквакультуры. Специалист по морской биологии.

## Между сомосизмом и сандинизмом
Родился в столице региона RAAN, традиционной территории проживания никарагуанских индейцев. Семья имела смешанное — мискито-немецкое — этническое происхождение. Учился в Национальном автономном университете Манагуа. По специальности — морской биолог. Опубликовал несколько научных работ по экологии прибрежных вод Никарагуа.
При режиме Сомосы Стэдман Фагот занимался общественной деятельностью, входил в индейскую организацию ALPROMISU. По некоторым утверждениям, являлся главным правительственным агентом в среде мискито. Несмотря на это, первоначально Фагот поддержал Сандинистскую революцию и примкнул к СФНО. Обладал тем же правительственным статусом, что и при Сомосе. Однако быстро вступил в конфликт с сандинистским руководством, поскольку не одобрял унификационную политику, проводимую в отношении мискито.
В феврале 1981 в Пуэрто-Кабесасе произошли антиправительственные беспорядки. Стэдман Фагот был арестован сандинистской госбезопасностью и заключён в тюрьму по обвинению в сотрудничестве с режимом Сомосы. Вскоре он освободился под обязательство сотрудничества с СФНО, после чего бежал в Гондурас.

## В руководстве индейских контрас
Стэдман Фагот сформировал из антисандинистски настроенных индейцев организацию MISURA и вооружённые отряды Атлантического фронта. Под его руководством была начата вооружённая борьба против правительства СФНО в индейских районах. В 1985 на базе MISURA была создана организация KISAN, примкнувшая к Объединённой никарагуанской оппозиции. Стэдман Фагот выступал за военно-политическое сотрудничество с другими структурами Контрас, прежде всего с Никарагуанскими демократическими силами (FDN). В 1985 Фагот опубликовал программную работу Региональная автономия мискито.
Движение индейских контрас не было единым. На протяжении всего периода гражданской войны шла борьба за лидерство между Стэдманом Фаготом и Бруклином Риверой, возглавлявшим организацию MISURASATA. Сильное недовольство и резкие протесты вызывал стиль руководства Фагота — жёсткие методы вербовки, криминальные проявления, конфликты с гондурасскими властями. Напряжённость между лидером и его оппонентами доходила до взаимных угроз убийством . При этом Фаготу не удавалось добиться серьёзных военных успехов, причём ответственность за это он перекладывал на лидеров FDN Адольфо Калеро и Энрике Бермудеса .
В начале 1986 группа командиров KISAN отстранила Стэдмана Фагота. Ему пришлось более чем на год отбыть из Гондураса в США. После возвращения Фагот и его сторонники воспринимались большинством активистов мискито как креатура ЦРУ. Во главе KISAN стоял Уиклиф Диего, позиция которого была близка к Бруклину Ривере.
В 1987 KISAN объединился с MISURASATA в движение YATAMA под руководством Бруклина Риверы. Стэдман Фагот вынужден был признать новое соотношение и присоединиться к YATAMA. В качестве одного из лидеров индейского крыла контрас Фагот принадлежал к руководству коалиции Никарагуанское сопротивление.
2 февраля 1988 Бруклин Ривера от имени YATAMA подписал в Манагуа мирное соглашение с правительством. 23 марта 1988 было подписано Соглашение Сапоа об общенациональном урегулировании. Лидеры контрас, в том числе Стэдман Фагот, вернулись в Никарагуа.

## В послевоенных органах власти
25 февраля 1990 СФНО потерпел поражение на свободных выборах. Политический режим в Никарагуа кардинально изменился, несмотря на удержание сандинистами сильных позиций в госаппарате, особенно в силовых структурах.
В 1994—1996 Стэдман Фагот был депутатом регионального совета, в 1996—1998 — губернатором RAAN. На выборах 1996 Фагот избрался в Национальную ассамблею от Либерально-конституционной партии Арнольдо Алемана, оставался депутатом до 2002. Занимался проблематикой коренных народов, региональных автономий Атлантического побережья и экологии.

## Отношения с СФНО
Стэдман Фагот принадлежит к той части ветеранов движения контрас, которые пошли на примирение и сотрудничество с сандинистами. В 2007 избранный президентом Никарагуа Даниэль Ортега назначил Фагота главой Никарагуанского института рыбного хозяйства и аквакультуры (INPESCA). Отношения между Фаготом и Ортегой расценивались как давняя взаимная симпатия.
В августе 2014 президент Ортега отстранил Стэдмана Фагота от руководства INPESCA. Официальные мотивы не оглашались. Фагот одобрил это решение и сообщил о наличии у него иных деловых планов. Однако, но, по мнению ряда экспертов, причины состояли в коррупции и фаворитизме, практикуемых Фаготом — в частности, предоставлении рыболовецким фирмам мискито значительных преференций перед другими бизнес-структурами.
Продолжается политическая конкуренция между Фаготом и Риверой за лидерство среди мискито.